# Metal·locè
En química, i sobretot en química organometàl·lica, un metal·locè o metal·locé és un compost que té, en el sentit ampli de la paraula, la composició [MCp₂] i es coneixen per tots els metalls de transició i per un nombre elevat dels metalls principals. El Cp correspon al lligand ciclopentadienil que s'enllaça al metalls pels cinc àtoms de carboni del cicle essent un η⁵, concretament pels dos dobles enllaços i pel parell electrònic generat al desprotonar el ciclopentadiè. Aquests dos lligands es solen situar un sobre el metall i l'altre a sota, per la qual cosa aquests compostos també són coneguts com a compostos sandwich. Tot i això, aquesta estructura només s'adopta per als metalls de la primera sèrie de transició, pel ruteni i l'osmi. Aquests dos últims, juntament amb el ferro, són força robustos degut a l'estructura de 18 electrons que adopten. El ferrocè [FeCp₂] va ser el primer metal·locè descobert, l'any 1952 per Wilkinson i Fisher, i això constituí el punt de partida de la ràpida expansió d'aquesta química.

Estructura d'un metal·locè

Aquests compostos són aromàtics i la seva química és comparable a la d'aquest grup de molècules. Els compostos sandwich tenen dues conformacions isoenergètiques: eclipsada (de simetria D5h) i alternada (simetria D5d). Les anàlisis per difracció de raig X i per difracció electrònica en fase gas indiquen que es tracta de la conformació majoritària és l'eclipsada. De totes maneres, la barrera de rotació al voltant de l'eix metall-anell és molt baixa, amb la qual cosa la rotació és sempre lliure i ràpida. En el cas de tenir tot dos anells completament metilats l'estructura majoritària, en estat sòlid, és l'alternada.

## Classificació
El radical ciclopentadienil, C₅H₅•, forma tres classes diferents de complexos amb els metalls de transició. Els complexos π-Ciclopentadienils són aquells que contenen l'anell ciclopentadienil enllaçat covalentment al metall, situant-se el metall sota el pla dels àtoms de carboni i, normalment, a una distància equidistant dels cinc equivalents àtoms del cicle. En pocs complexos el radical ciclopentadienil es pot enllaçar al metall per un únic àtom de carboni mitjançant un enllaç covalent a 2 electrons oferint els σ-Ciclopentadienils. La tercera classe consisteix en els ciclopentadienurs que esdevenen essencialment iònics, clàssic en els metalls alcalins. No hi ha cap abrupte transició entre l'enllaç iònic i el covalent. Tot i així, hi ha un cert caràcter iònic en els complexos que pertanyen al grup del π-Ciclopentadienils.

## Propietats Redox
Una de les propietats essencial dels metal·locens és la seva capacitat d'existir en la mateixa estructura sandwich i un nombre d'electrons molt variat en els orbitals d, inclòs si l'estabilitat decreix a mesura que s'allunyen de l'estructura de 18 electrons. Això significa que qualsevol metal·locè posseeix propietats redox, és a dir, que poden existir diferents estats d'oxidació. Aquests estats d'oxidació diferents es caracteritzen electroquímicament per voltametria cíclica, corresponent cada ona a un canvi de l'estat d'oxidació. La forma de l'ona mostra que, per als metal·locens, aquesta oxidació o reducció d'un electró és reversible i té lloc sense variació estructural.

## Síntesi de Metal·locens
En primer lloc és necessari trencar el ciclopentadiè a 180 °C per emprar immediatament el monòmer obtingut, sigui com a tal o tal altre anió Cp- després de la desprotonació. Els derivats del Cp- emprats són LiCp, NaCp, KCp, TlCp i SnCp(n-Bu₃). L'elecció d'aquest anió ciclopentadiè és important degut a la variació de reactivitat i reductibilitat dels halogenurs dels metalls de transició.
Per obtenir el complex MCp₂ es pot fer mitjançant la reacció directa d'un halur del metall amb el derivat del ciclopentadiè o bé es fa reaccionar alhora el ciclopentadiè, la sal metàl·lica en forma d'halur, en un medi bàsic. Un segon mètode és fer reaccionar el ciclopentadiè amb el metall recentment reduït, obtenint el corresponent metal·locè i despreniment d'hidrogen. Aquesta reacció s'ha de portar a terme a 300 °C i és més habitual per la síntesi de metal·locens de metalls alcalins que no pas per a la dels metalls de transició.

## Propietats Químiques i Reactivitat
El ferrocè és un sòlid cristal·lí taronja estable a l'aire que sublima a 184 °C (i 1 atm de pressió). Aquest és un compost que pot donar lloc a molts tipus de reaccions: pot patir reaccions electròfiles, s'hi poden portar a terme reaccions de formilació i carboxilació, la metal·lació o acilació porta ràpidament al derivat disubstituit, entre moltes altres.
El cromocè reacciona amb donadors de dos electrons, com pot ser el CO, per donar lloc a complexos de 18 electrons. El manganocè també reacciona amb CO per donar el compost [MnCp(CO)₃]. La química del rutanocè i l'osmocè és comparable a la del ferrocè. D'aquests es coneixen els cations de 17 electrons [MCp*₂]+ (M = Ru, Os; Cp* correspon a l'anió ciclopentadiè tot metilat), però no es coneixen els complexos no substituïts [MCp₂]+. El cobaltocè reacciona amb l'oxigen i els oxidants, amb el tetrafluoroetilè i els halogenurs.
Les reaccions del niquelocè són particulars, en el sentit que mai conserven la geometria sandwich del [NiCp₂] degut a la presència de dos electrons en els orbitals antienllaçants. Per aquest metall existeixen dos tipus de reaccions: la hidrogenació d'un dels anells Cp que es transforma en un al·lil i la pèrdua tèrmica senzilla d'un Cp.
| Metall | Color        | Punt de fusió (°C) | Reactivitat front l'O₂ | Reactivitat front la hidròlisis | μeff observat | ν (M-C) (Å) |
| ------ | ------------ | ------------------ | ---------------------- | ------------------------------- | ------------- | ----------- |
| V      | Porpra       | 167                | Mitja                  | Baixa                           | 3,78          | 2,28        |
| Cr     | Escarlata    | 172                | Alta                   | Alta                            | 3,27          | 2,17        |
| Mn     | Ambre/Rosa   | 173                | Molt Alta              | Molt Alta                       | < 5,9         | 2,38        |
| Fe     | Taronja      | 173                | Inert                  | Inert                           | 0,00          | 2,06        |
| Co     | Porpra/Negre | 173                | Molt Alta              | Inert                           | 1,70          | 2,11        |
| Ni     | Verd fosc    | 173                | Mitja                  | Inert (en solucions neutres)    | 2,89          | 2,20        |